# Svenska basketligan 2019-2020
La Svenska basketligan 2019-2020 è stata la 67ª edizione del massimo campionato svedese di pallacanestro maschile.
A causa della Pandemia di COVID-19, il campionato è stato sospeso da 12 marzo fino al 30 aprile 2020 e i  playoffs sono stati eliminati. Il 13 marzo il campionato è stato dichiarato terminato nominando il Borås Basket campione.  

## Squadre partecipanti
| Squadra             | Città      | Palazzetto           | Capacità |
| ------------------- | ---------- | -------------------- | -------- |
| Luleå               | Luleå      | Luleå Energi Arena   | 2 500    |
| Borås               | Borås      | Boråshallen          | 3 000    |
| Jämtland            | Östersund  | Östersunds sporthall | 1 700    |
| Köping Stars        | Köping     | Karlbergshallen      | 800      |
| Norrköping Dolphins | Norrköping | Stadium Arena        | 4 500    |
| Nässjö              | Nässjö     | Nässjö Sporthall     | 800      |
| Södertälje Kings    | Södertälje | Täljehallen          | 2 200    |
| Umeå                | Umeå       | Umeå Energi Arena    | 1 270    |
| Djurgården          | Stoccolma  | Brannkyrkahallen     | 500      |
| Wetterbygden Stars  | Huskvarna  | Huskvarna Sporthall  | 1 000    |

## Regular season
| Pos | Squadra             | G  | V  | P  | PF   | PS   | DP   | Pt | Risultato |
| --- | ------------------- | -- | -- | -- | ---- | ---- | ---- | -- | --------- |
| 1   | Borås               | 33 | 28 | 5  | 3000 | 2633 | +367 | 56 | Campione  |
| 2   | Luleå               | 33 | 26 | 7  | 2909 | 2566 | +343 | 52 |           |
| 3   | Köping Stars        | 33 | 24 | 9  | 2805 | 2638 | +167 | 48 |           |
| 4   | Södertälje Kings    | 33 | 19 | 14 | 2723 | 2606 | +117 | 38 |           |
| 5   | Wetterbygden Stars  | 33 | 17 | 16 | 3010 | 3086 | −76  | 34 |           |
| 6   | Jämtland            | 33 | 15 | 18 | 2958 | 2920 | +38  | 30 |           |
| 7   | Norrköping Dolphins | 33 | 14 | 19 | 2766 | 2759 | +7   | 28 |           |
| 8   | Nässjö              | 33 | 10 | 23 | 2653 | 2844 | −191 | 20 |           |
| 9   | Umeå                | 33 | 8  | 25 | 2663 | 2967 | −304 | 16 |           |
| 10  | Djurgården          | 33 | 4  | 29 | 2732 | 3200 | −468 | 8  |           |

## Squadra vincitrice
| N° | Naz.                   | Ruolo | Sportivo          |      | Alt. |  |
| -- | ---------------------- | ----- | ----------------- | ---- | ---- |  |
| 4  | Svezia (bandiera)      | P     | Ludvig Johansson  | 1998 | 182  |  |
| 6  | Svezia (bandiera)      | A     | William Guténius  | 1992 | 205  |  |
| 8  | Svezia (bandiera)      | A     | Frerink Andersson | 1993 | 202  |  |
| 9  | Svezia (bandiera)      | G     | Andreas Person    | 1991 | 190  |  |
| 10 | Islanda (bandiera)     | P     | Elvar Friðriksson | 1994 | 183  |  |
| 11 | Svezia (bandiera)      | A     | Simon Gunnarson   | 1995 | 198  |  |
| 23 | Stati Uniti (bandiera) | G     | Marcus Tyus       | 1994 | 185  |  |
| 24 | Stati Uniti (bandiera) | A     | DeAndre Davis     | 1994 | 203  |  |
| 33 | Bulgaria (bandiera)    | A     | Aleks Simeonov    | 1993 | 200  |  |
| 40 | Stati Uniti (bandiera) | A     | Zac Cuthbertson   | 1996 | 201  |  |
|    | Svezia (bandiera)      | All.  | Henrik Svensson   |      |      |  |